# Eulomalus mimulus
Eulomalus mimulus är en skalbaggsart som beskrevs av Cooman 1937. Eulomalus mimulus ingår i släktet Eulomalus och familjen stumpbaggar. Inga underarter finns listade i Catalogue of Life.